# Крейг-Генри
Крейг-Генри, англ. Craig Henry — жилой район в г. Оттава, Канада. Ранее входил в состав г. Непин до его включения в состав Оттавы. По центру района с запада на восток проходит одноименная улица.

## Характеристика
Это жилой район с развитой инфраструктурой в западно-центральной части Оттавы, который развивается с 1971 года. Его границами являются Вудрофф-авеню на востоке, Гринбэнк-роуд на западе, полоса отвода Оттавской электрокомпании на юге, а на севере железнодорожная линия CN отделяет район от Сентерпойнта; таким образом, Крейг-Генри близок к ряду крупных дорог Оттавы. Земля района раньше была территорией фермы Крейг-Генри, последним владельцем которой был Джек Аарон.
Жилая застройка весьма разнообразна: преобладают частные жилища, дома на 2-3 семьи и таунхаусы, однако есть и высотные дома. Через район проходит маршрут 172 оттавского автобуса.
Значительный процент жителей района составляют евреи.

## Школы
- Knoxdale Public School,
- Briargreen,
- en:Greenbank Middle School,
- Abdulgadir School of Hope,
- Pope John XXIII Elementary School,
- Manordale Public School,
- en:Sir Robert Borden High School,
- и ряд других.

## Достопримечательности
- Синагога Бейт-Тиква (http://www.cbto.org) в самом центре района, в доме 15 по Чартвелл-авеню.
- Площадь Крейг-Генри, где расположено большое количество магазинов.
- Теннисный клуб Крейг-Генри.

## Парки
- Craig Henry Park — включает детскую площадку, соединяется велосипедной дорожкой со школой Sir Robert Borden High School, а также пешеходно-велосипедным проходом под мостом — с районом Сентерпойнт. Здесь же находится Теннисный клуб Крейг-Генри.
- Charing Park — включает детскую площадку, холм для катания на санях, хоккейный стадион / баскетбольную площадку и фонтан.
- Knoxdale road park — небольшой парк с детской площадкой.